# Interliga 2005/06
Die Saison 2005/06 der Interliga war die siebte Austragung der als Nachfolger der Alpenliga konzipierten Eishockey-Meisterschaft und wurde mit insgesamt sieben Mannschaften aus drei Staaten ausgespielt. Titelverteidiger war der HK Jesenice, der auch in der neuen Saison seine Meisterschaft verteidigen konnte.

## Teilnehmer und Modus
Das Teilnehmerfeld blieb beinahe unverändert. Mit dem Újpesti TE kam lediglich ein weiterer ungarischer Vertreter hinzu.
Auch der Modus blieb derselbe. Im Grunddurchgang wurde eine doppelte Hin- und Rückrunde gespielt, was insgesamt vierundzwanzig Runden ergab. Es folgten Playoffs mit Viertelfinale, Halbfinale und Finale, wobei das Viertelfinale als Best-of-three-, der Rest als Best-of-five-Serien ausgetragen wurde. Das Viertelfinale bestand dabei jedoch aus drei Serien, an denen die Mannschaften auf den Rängen zwei bis sieben teilnahmen, die auf diese Weise die drei verbleibenden Teilnehmer am Halbfinale ermittelten (der Tabellenführer nach dem Grunddurchgang war fix für das Halbfinale gesetzt).

## Grunddurchgang

### Tabelle nach dem Grunddurchgang
| Platz | Team                      | Spiele | Pts | W (OTW) | L (OTL) | GF:GA  | GD  |
| ----- | ------------------------- | ------ | --- | ------- | ------- | ------ | --- |
| 1     | HK Acroni Jesenice        | 24     | 61  | 21 (2)  | 3 (0)   | 102:54 | +48 |
| 2     | HDD Olimpija Ljubljana    | 24     | 47  | 15 (2)  | 9 (4)   | 81:46  | +35 |
| 3     | Alba Volán Székesfehérvár | 24     | 44  | 14 (1)  | 10 (3)  | 78:58  | +20 |
| 4     | HK Slavija Ljubljana      | 24     | 38  | 13 (1)  | 10 (0)  | 89:69  | +20 |
| 5     | Úipesti TE                | 24     | 25  | 9 (2)   | 15 (0)  | 57:92  | −35 |
| 6     | Dunaújvárosi Acélbikák    | 24     | 23  | 8 (2)   | 15 (1)  | 57:71  | −14 |
| 7     | KHL Medveščak Zagreb      | 24     | 11  | 3 (0)   | 21 (2)  | 55:132 | −77 |

### Statistiken
| 1 | Krisztián Palkovics | Alba Volán | 24 | 21 | 13 | 34 | 4  |
| 2 | Gábor Ocskay        | Alba Volán | 24 | 9  | 24 | 33 | 20 |
| 3 | Dejan Kontrec       | Slavija    | 22 | 12 | 18 | 30 | 4  |
| 4 | Tomaž Razingar      | Jesenice   | 18 | 12 | 17 | 29 | 49 |
| 5 | Jaka Avguštinčič    | Slavija    | 19 | 11 | 18 | 29 | 8  |
| 6 | Balázs Ladányi      | Újpest     | 22 | 8  | 16 | 24 | 10 |
| 7 | Mitja Šivic         | Olimpija   | 22 | 14 | 8  | 22 | 0  |
| 8 | David Rodman        | Jesenice   | 23 | 8  | 14 | 22 | 96 |
| 9 | Gregor Slak         | Olimpija   | 24 | 10 | 10 | 20 | 12 |
|   | Aleš Kranjc         | Jesenice   | 22 | 10 | 10 | 20 | 53 |

## Playoffs

### Viertelfinale
| Serie                                                      | Stand | Spiel 1 | Spiel 2 | Spiel 3 |
| ---------------------------------------------------------- | ----- | ------- | ------- | ------- |
| HDD Olimpija Ljubljana (2) – KHL Medveščak Zagreb (7)      | 2:0   | 3:1     | 7:1     |         |
| HK Slavija Ljubljana (4) – Újpesti TE (5)                  | 2:0   | 5:0 *   | 7:2     |         |
| Alba Volán Székesfehérvár (3) – Dunaújvárosi Acélbikák (6) | 2:0   | 4:0     | 6:2     |         |

HDD Olimpija Ljubljana, HK Slavija Ljubljana und Alba Volán Székesfehérvár qualifizierten sich für das Halbfinale. Das erste Spiel der Serie des HK Slavija gegen Újpesti TE (*) musste strafverifiziert werden.

### Halbfinale
| Serie                                                      | Stand | Spiel 1 | Spiel 2 | Spiel 3 |
| ---------------------------------------------------------- | ----- | ------- | ------- | ------- |
| HK Jesenice (1) – HK Slavija Ljubljana (4)                 | 2:1   | 2:3     | 8:1     | 4:2     |
| HDD Olimpija Ljubljana (2) – Alba Volán Székesfehérvár (3) | 1:2   | 4:2     | 1:4     | 3:4     |

### Finale
| Serie                                           | Stand | Spiel 1 | Spiel 2 | Spiel 3 |
| ----------------------------------------------- | ----- | ------- | ------- | ------- |
| HK Jesenice (1) – Alba Volán Székesfehérvár (3) | 2:1   | 2:5     | 3:0     | 3:1     |

Mit dem Sieg im Finale verteidigte der HK Jesenice seinen Titel aus dem Vorjahr.

### Statistiken
| 1 | Aleš Kranjc  | Jesenice   | 6 | 6 | 1 | 7 | 20 | −2 |
| 2 | József Csibi | Alba Volán | 8 | 5 | 2 | 7 | 2  | +4 |
| 3 | Mitja Šivic  | Olimpija   | 5 | 4 | 3 | 7 | 2  | +6 |
| 4 | Dejan Varl   | Jesenice   | 6 | 2 | 5 | 7 | 8  | 0  |
| 5 | David Rodman | Jesenice   | 6 | 2 | 5 | 7 | 10 | −1 |
| 6 | Gábor Ocskay | Alba Volán | 8 | 2 | 5 | 7 | 16 | −5 |

## Meisterschaftsendstand
1. HK Jesenice
2. Alba Volán Székesfehérvár
3. HDD Olimpija Ljubljana
4. HK Slavija Ljubljana
5. Újpesti TE
6. Dunaújvárosi Acélbikák
7. KHL Medveščak Zagreb